# Kloster in der Au (Bamberg)
Das Kloster in der Au ist ein ehemaliges Kloster der Karmeliten in Bamberg in Bayern in der Diözese Bamberg.

## Geschichte
Das dem hl. Laurentius geweihte Kloster wurde auf Ersuchen König Rudolfs I. von Habsburg und seiner Frau Anna von Hohenberg durch Berthold von Leiningen, Bischof von Bamberg gegründet. Als der Konvent nur noch wenige Mönche zählte, ließ Bischof Ernst von Mengersdorf 1585 im Kloster das Seminarium Ernestinum als Priesterseminar einrichten. 1589 übersiedelten die Karmeliten von der Au zum Kaulberg in das 1554 aufgehobene Zisterzienserinnenkloster St. Maria und Theodor, wo sie bis zur Säkularisation 1803 lebten.
1611 übernahmen die Jesuiten die bestehenden Gebäude in der Au. Seit 1686 ließen sie anstelle der alten Klosterkirche ein neues Gotteshaus errichten. Dieses übernahm 1806 das Patronat und die Pfarrei der abgerissenen Kirche St. Martin und steht bis heute als Martinskirche am Grünen Markt.